# Wołyń
Wołyń è un film drammatico del 2016 diretto da Wojciech Smarzowski.
Il film è ambientato nel periodo 1939-1943 e il tema centrale è l'odio anti-polacco dei nazionalisti ucraini che culmina nei massacri di polacchi in Volinia. La sceneggiatura è stata basata sulla raccolta di racconti intitolata Nienawiść ("Odio") di Stanisław Srokowski.
Il film è stato candidato per il "Golden Lions Award" al 41º Gdynia Film Festival, dove ha ricevuto tre premi: per la fotografia, il miglior debutto e il miglior trucco.

## Trama

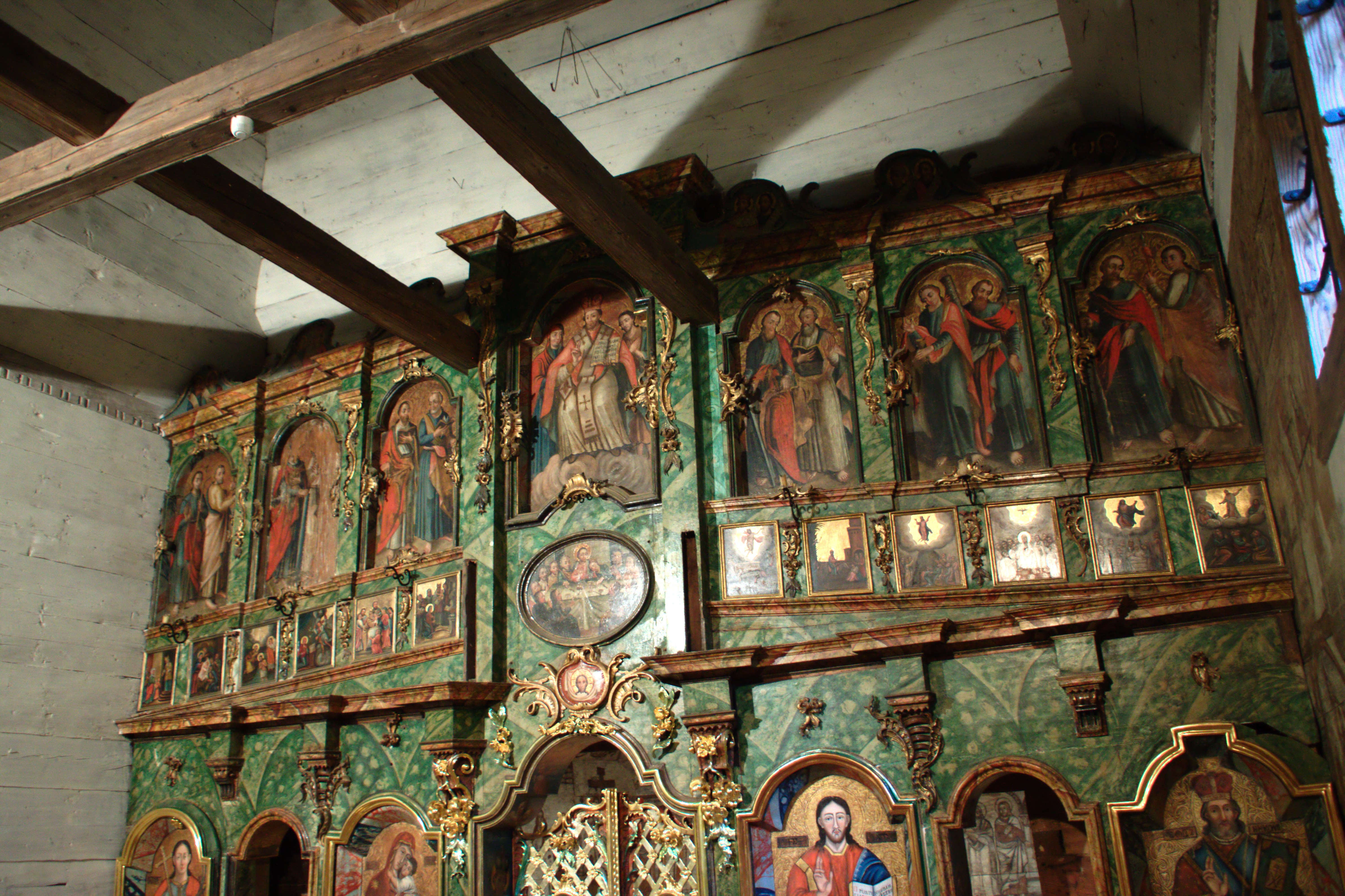
Museo di architettura popolare di Sanok, alcune scene del film sono state girate nella chiesa ortodossa nel 2014

Una giovane ragazza polacca, Zosia Głowacka, vive in un villaggio della Volinia abitato da ucraini, polacchi ed ebrei. La storia inizia poco prima dello scoppio della seconda guerra mondiale nel 1939 con il matrimonio della sorella di Zosia con un ucraino. Durante il matrimonio, il padre di Zosia decide che deve sposare un anziano amministratore del villaggio e vedovo, Maciej Skiba, nonostante sia profondamente innamorata di un giovane ragazzo ucraino locale, Petro. La popolazione ucraina locale mostra molto risentimento nei confronti dei funzionari polacchi, poiché favoriscono la minoranza polacca in Volinia. Per questo motivo, alcuni ucraini compiono attacchi terroristici contro le autorità polacche e i collaboratori ucraini. Questi attacchi sono stati accolti con gravi azioni da parte del governo polacco, tra cui la chiusura delle chiese ortodosse e l'umiliazione della popolazione ucraina. Nonostante ciò, alcune parti della popolazione ucraina e polacca cercano di riconciliarsi tra loro.
Quando inizia la guerra, Maciej viene arruolato nella Wojska Lądowe, l'esercito polacco, per combattere contro i tedeschi nella campagna di settembre. Quando la campagna è persa, Maciej e altri sopravvissuti cercano di tornare alle loro case. Sulla via del ritorno, tutti i membri del gruppo, tranne Maciej, vengono catturati dagli ucraini locali, torturati e uccisi. Maciej riesce ad arrivare al villaggio fingendosi ucraino. Il villaggio si trova nella parte orientale della Polonia, che viene occupata dall'Unione Sovietica, e nel villaggio si stabilisce il regime comunista. Le popolazioni ucraine ed ebraiche locali collaborano con le autorità sovietiche, sostituendo le autorità polacche prebelliche come governatori.
Nel frattempo Zosia rimane incinta, molto probabilmente di Petro, ma vuole che Maciej creda che il bambino sia suo. Come parte di una massiccia deportazione della popolazione polacca effettuata dai sovietici nel 1939-1941, Zosia, Maciej e i suoi figli stanno per essere inviati in Siberia o in Kazakistan per i lavori forzati. Zosia ei bambini vengono soccorsi all'ultimo momento, proprio mentre il treno sta per partire. Petro corrompe la guardia con la vodka. Quando tornano a casa di Petro, Zosia ha le contrazioni. Mentre sta dando alla luce suo figlio, arriva la guardia e uccide Petro. Zosia si prende quindi cura della casa e dei figli di Maciej durante la sua assenza. I bambini vengono mandati in una scuola organizzata dai sovietici.
La trama passa quindi al 1941, quando l'esercito tedesco sta conquistando la Volinia durante l'operazione Barbarossa. I tedeschi iniziano a uccidere gli ebrei locali e organizzano la Polizia Ausiliaria Ucraina dai collaborazionisti ucraini, che partecipano attivamente all'Olocausto. Tuttavia, Zosia e altri ucraini cercano ancora di aiutare gli ebrei nascondendoli in luoghi sicuri.
Nel frattempo, Maciej torna a casa dopo essere riuscito a sfuggire alla deportazione. La famiglia cerca di organizzare la propria vita nella realtà mutata, poiché i polacchi affrontano una crescente ostilità da parte dei loro vicini ucraini, con conseguente aumento degli omicidi di polacchi commessi da questi ultimi. Un giorno Maciej si reca al mercato locale nonostante le proteste di Zosia motivate dal suo timore per la sua incolumità. Ha ragione, poiché gli altri vicini polacchi arrivano alcuni giorni dopo con la testa tagliata di Maciej.
Zosia cerca di cavarsela come meglio può mentre si prende cura dei bambini. Tuttavia, un giorno, si difende da un tentativo di stupro da parte di un poliziotto ucraino, e viene rivelata la presenza degli ebrei da lei nascosti. Gli ebrei, un'anziana coppia e un giovane ragazzo non imparentato, scappano e trovano rifugio per l'inverno nella casa di un ucraino locale, che accetta di aiutarlo dopo che l'ebreo gli ha promesso una grossa somma di denaro. Quando la moglie dell'ebreo muore e arriva l'inverno, l'ucraino chiede un pagamento. Quando vede che l'ebreo non può pagarlo, lo uccide nella foresta. Il giovane ebreo viene salvato dal figlio dell'ucraino.
Nell'estate del 1943, la notizia delle uccisioni commesse dagli ucraini si diffonde tra i polacchi del villaggio. In quel momento arriva a casa di Zosia un giovane polacco gravemente ferito. Quando si riprende, si stabilisce lì perché fa sentire Zosia più al sicuro. Contatta l'unità locale dell'Armia Krajowa (AK), che, per ordine del Governo in esilio della Polonia, non protegge i polacchi dagli attacchi ucraini ma si prepara a combattere i tedeschi in futuro. Quando al giovane viene chiesto di essere una guida per i membri dell'AK sulla strada per un incontro con l'Esercito insurrezionale ucraino (UPA), Zosia cerca disperatamente di scoraggiarlo dall'andare, ma non riesce a fermarlo. Quando due membri dell'AK arrivano all'incontro, come concordato senza armi, vengono circondati dai soldati dell'UPA, catturati e poi smembrati da cavalli. Gli uomini dell'UPA danno quindi la caccia al resto del gruppo dell'AK. Trovano solo l'amica di Zosia, che è scappata e si nasconde in una chiesa piena di polacchi. Durante la cerimonia, gli ucraini entrano in chiesa, uccidendo tutti, tranne l'amica di Zosia. Corre alla torre della chiesa e in qualche modo sopravvive all'attacco.
Nel frattempo, la popolazione ucraina locale, l'ex poliziotto ucraino ei suoi amici si uniscono all'UPA nella foresta. Si riuniscono e chiamano per sradicare le terre dai polacchi. Vengono mostrate due cerimonie dei sacerdoti ortodossi ucraini: la prima che predica sull'amore per i vicini e la seconda che invita a uccidere tutti i polacchi per ottenere finalmente terre ucraine pure.
Ben presto, i primi sopravvissuti ai pogrom arrivano al villaggio e raccontano la storia dei vicini ucraini che uccidono i polacchi e tutti coloro che hanno protestato contro le uccisioni. L'amministratore locale del villaggio ucraino arriva a casa di Zosia per assicurarsi che lei ei suoi figli possano restare a casa, poiché non verrebbero danneggiati dai loro vicini ucraini. Inoltre, altri polacchi sono rassicurati sulla loro sicurezza. Tuttavia, quelle sono solo tattiche di inganno per consentire agli ucraini di uccidere quanti più polacchi possibile.
Gli omicidi nel villaggio iniziano di notte. Zosia scappa con suo figlio, ma mentre scappa, vede i polacchi torturati, comprese le donne incinte che vengono accoltellate nel grembo materno, le persone che vengono sventrate e gli vengono cavati gli occhi. Il figliastro di Zosia viene assassinato durante questo massacro. La sua figliastra, invece, viene salvata da un contadino ucraino. Sulla strada per sfuggire a morte certa, Zosia e suo figlio arrivano alla casa precedente di Petro, dove vengono salvati dalla madre di Petro.
Mentre Zosia scappa con suo figlio da un posto all'altro, incontra cadaveri di bambini, donne e anziani polacchi mutilati in ogni villaggio. In un posto, si imbatte in un'unità dell'esercito tedesco, che la salva da morte certa, pochi istanti prima che gli ucraini stiano per uccidere lei e suo figlio. I tedeschi all'inizio sono stupiti del motivo per cui cammina al loro fianco, ma quando trovano sempre più pile di polacchi assassinati sulla loro strada, si sentono dispiaciuti per lei e la scortano nel luogo in cui vive sua sorella, Helena. È accolta lì, poiché Vasyl, il marito ucraino di Helena, è amichevole con i polacchi. Zosia si nasconde nella loro baracca con suo figlio. Poiché la maggior parte della popolazione del villaggio è già coinvolta in omicidi, il fratello di Vasyl cerca di convincerlo ad unirsi ai nazionalisti e ad uccidere la moglie polacca in modo che possa salvare se stesso ei bambini. Mentre litigano, Vasyl uccide suo fratello con un'ascia.
La notte successiva, l'intera famiglia viene attaccata dai polacchi che cercano vendetta sugli ucraini. Condannano Helena per aver vissuto con un ucraino. Massacrano il suo neonato davanti ai suoi occhi, uccidono Vasyl e la decapitano. Zosia osserva tutto dal capannone. Terrorizzata, scappa di nuovo e ora ha paura sia degli ucraini che dei polacchi. Si nasconde nei boschi con suo figlio. Le scene successive mostrano l'UPA che si precipita attraverso la foresta, festeggiando esultante mentre guida un carro occupato dai polacchi che hanno ucciso la famiglia di Helena e altri ucraini, ma ora sfigurato, sbranato e visibilmente torturato come punizione per gli attacchi di rappresaglia. Un giovane uomo biondo dai lineamenti oscurati colloca il figlio di Zosia su un carro trainato da cavalli, prima di avvicinarsi al luogo di riposo di Zosia nella foresta. Il film alterna poi le inquadrature di una Zosia priva di sensi su un carro, Zosia e suo figlio che attraversano un posto di blocco tedesco su un ponte, prima di soffermarsi finalmente su una Zosia priva di sensi sdraiata sul carro, suo figlio seduto davanti al carro con il giovane, che assomiglia esattamente a Petro, che si fa strada attraverso gli ampi campi verdi della Volinia.

## Produzione
Poiché il budget del film era ridotto, il regista ha fatto appello al pubblico per il sostegno finanziario al fine di raccogliere i fondi necessari per finire il film. Successivamente, il sostegno finanziario è stato ricevuto, ad esempio, da Telewizja Polska.
Le riprese si sono svolte a Lublino, Kolbuszowa, Kazimierz Dolny, Rawa Mazowiecka, Sanok e Skierniewice, dal 19 settembre 2014 al 21 agosto 2015.

## Accoglienza

### In Polonia
Secondo Tadeusz Sobolewski, Wołyń è un film senza precedenti nel cinema polacco dopo il 1989. Piotr Zychowicz e Pawel Lisicki hanno elogiato il film, sottolineandone l'autenticità e l'accuratezza storica. Grażyna Torbicka e Tomasz Raczek hanno entrambi espresso sorpresa che il film non abbia ricevuto il premio principale al Gdynia Film Festival 2016 in Polonia. Jakub Majmurek ha scritto che Wołyń ha soddisfatto le sue grandi aspettative ed è uno dei migliori film che descrivono la storia delle "terre sanguinanti". L'autore ritiene inoltre che il regista del film, Smarzowski, abbia presentato onestamente i rapporti tra polacchi e ucraini, e l'idea del film sia un monito contro ogni forma di radicalismo. Ewa Siemaszko, che collabora con l'Istituto della memoria nazionale per scoprire i fatti storici dei massacri di polacchi in Volinia e Galizia orientale, pensa che il film mostri gli eventi in modo accurato. Ha citato le opinioni dei testimoni del genocidio, che hanno detto che il film è come un documentario sugli eventi in Volinia. Ewa Siemaszko ha inoltre osservato che i massacri dei polacchi in Volinia sono stati un genocidio di eccezionale crudeltà: "genocidium atrox". Fu un feroce, crudele e terribile genocidio.

### In Germania
Secondo Gerhard Gnauck, Wołyń è il film che la società polacca aveva atteso a lungo. In occasione della prima, Gnauck ha ricordato la storia della regione e le relazioni polacco-ucraine. L'autore ha citato le aspettative di alcuni esperti politici secondo cui il film potrebbe raffreddare i rapporti, suscitare emozioni negative in Ucraina ed essere sfruttato dai russi per scatenare la propaganda anti-ucraina. Gnauck ha sottolineato l'episodio di Zosia e del suo bambino che cercano riparo attorno a un reparto dell'Heer (Wehrmacht). Secondo Gnauck, il film è molto buono e bilancia i diritti di entrambe le parti.

### In Ucraina
A seguito della raccomandazione dell'ambasciatore ucraino in Polonia, Andrij Deščycja, la proiezione del film è stata vietata in Ucraina. Secondo quanto riferito, per la censura le autorità ucraine hanno fornito la ragione che il film "potrebbe causare disordini per le strade di Kiev". Il capo dell'Associazione ucraina in Polonia, Piotr Tyma, ha sostenuto il divieto affermando che il film ha minato gli sforzi di riconciliazione polacco-ucraino. I media ucraini hanno accusato il regista di aver realizzato un film di parte "basato solo su fonti storiche polacche". La prima proiezione è stata pianificata dall'ambasciata polacca a Kiev. Doveva essere seguita da una discussione con il direttore. Tra gli ospiti ucraini invitati a partecipare c'erano il presidente, il primo ministro e alcuni parlamentari. Tuttavia, il ministero degli Esteri ucraino ha fortemente raccomandato all'ambasciata polacca di sospendere la proiezione per motivi di "ordine pubblico". Di conseguenza, il portavoce del Ministero degli Esteri polacco Rafał Sobczak ha dichiarato che la proiezione introduttiva è stata annullata. L'Istituto polacco di Kiev ha seguito la raccomandazione del ministero degli esteri ucraino e ha annullato la presentazione del film.
Durante la produzione del film, alcuni attori ucraini invitati a interpretare personaggi hanno rifiutato l'offerta dopo aver letto il loro copione, perché pensavano che il film propagasse odio. Andrij Ljubka ha dichiarato che dopo la prima del film le relazioni polacco-ucraine sarebbero potute tornare "indietro di 10 anni".
Il film ha ricevuto un'accoglienza positiva da Nadija Savčenko, un membro del parlamento ucraino, che ha accolto con favore l'opportunità di parlare di eventi dolorosi del passato e ha notato molti sviluppi positivi nelle relazioni polacco-ucraine.

## Episodi storici
- La figura dell'ufficiale dell'AK che arriva all'incontro con gli ucraini si riferisce al poeta e ufficiale Zygmunt Rumel, che è stato ucciso dall'UPA e legato a quattro cavalli, e il suo corpo è stato fatto a pezzi.
- La scena dell'attacco alla chiesa si riferisce agli eventi dell'11 luglio 1943 nel villaggio di Kisielin[16] (massacro di Kisielin) chiamato "Bloody Sunday on Volhynia". Eventi simili si svolgono nello stesso giorno a Poryck (massacro di Poryck), Chrynów (massacro di Chrynów), Krymno e Zabłoćce.
- La scena della benedizione di asce e falci si riferisce agli eventi del 28 agosto 1943 nel villaggio di Sztuń, vicino a Ljuboml'.[17][18]
- La rappresaglia polacca può essere un riferimento al massacro di Sahryn (10 marzo 1944) o al massacro di Pawłokoma (3 marzo 1945) sebbene a Pawłokoma donne e bambini furono risparmiati.[19]

## Riconoscimenti
- 2016: Candidatura per il Leone d'oro al 41º Gdynia Film Festival[20][21]
- 2016: Premio per la migliore fotografia a Piotr Sobociński al 41º Gdynia Film Festival[22]
- 2016: Premio per la migliore opera prima a Michalina Łabacz al 41° Gdynia Film Festival[23]
- 2016: Premio per il miglior trucco a Ewa Drobiec al 41° Gdynia Film Festival[22]